# ソルセム駅
ソルセム駅（ソルセムえき、朝鮮語: 솔샘역）は、大韓民国ソウル特別市江北区弥阿洞にある牛耳新設軽電鉄の駅。「ソルセム」とは「松泉/솔샘、松の泉」の意味である。

## 駅構造
相対式ホーム2面2線の地下駅。出口は2箇所ある。

### のりば
- のりばの番号は存在しない。

| 上り | ●牛耳新設線 | 三陽サゴリ・北漢山牛耳方面 |
| 下り | ●牛耳新設線 | 北漢山輔国門・新設洞方面   |

## 駅周辺
- ソウル弥陽初等学校
- 弥陽中学校
- 弥陽高等学校
- ソウル三角山初等学校
- 三角山中学校
- 江北消防署
- SK北漢山シティアパート
- 碧山ライブパークアパート
- 斗山We'veトゥレジウムアパート

## 歴史
- 2017年
  - 3月2日 - 駅名を 「ソルセム駅」に決定[1]。
- 9月2日 - 駅開業。

## 隣の駅
牛耳新設軽電鉄
● ソウル軽電鉄牛耳新設線
三陽サゴリ駅  - ソルセム駅  -  北漢山輔国門駅